# Acrobelophis
Acrobelophis är ett släkte av rundmaskar. Acrobelophis ingår i familjen Cephalobidae.
Släktet innehåller bara arten Acrobelophis minimus.